# Nicolò Orsini
Nicolò Orsini, död 1323, var en frankisk monark. Han var despot av despotatet Epirus 1318–1323.